# Golmer Joch
Das Golmer Joch ist eine 2124 m ü. A. hohe Erhebung im Golmer Grat, der in einer Länge von gut eineinhalb Kilometern von Nordosten nach Südwesten verläuft. Der Grat gehört zum östlichen Rätikon in den westlichen Zentralalpen und liegt im österreichischen Bundesland Vorarlberg westlich von Tschagguns. 
Die Gegend um den Golm ist ein durch zahlreiche Lifte erschlossenes Skigebiet und im Sommer ein durch seine leichte Erreichbarkeit beliebtes Bergwandergebiet.

## Umgebung
Das Golmer Joch liegt etwa fünfeinhalb Kilometer Luftlinie westsüdwestlich von Tschagguns. Benachbarte Berge sind im Verlauf des Golmer Grats im Südwesten der durch eine unbenannte Jochhöhe auf 2094 Metern getrennte 2219 Meter hohe Latschätzkopf und im weiteren Verlauf das Kreuzjoch (2261 m). Südlich, getrennt durch die Latschätzalpe, liegt die 2334 Meter hohe Geißspitze.

## Wege
Zahlreiche Wanderwege und Schipisten führen durch den Golm. Der bedeutendste ist der Golmer Höhenweg, der teilweise mit Seilversicherungen ausgestattet ist. Seinen Anfang nimmt er an der Bergstation Grüneck der Golmerbahn, einer Gondelbahn, die von Vandans heraufführt. In südwestlicher Richtung führt er zum Golmer Joch, weiter, nun als Geißspitzweg bezeichnet, verläuft er bis zur Lindauer Hütte auf 1744 Metern Höhe. Die Gehzeit beträgt laut Literatur etwa vier Stunden.